# Ragnar Omtvedt
Ragnar Omtvedt, né le 18 février 1890 et mort le 31 mars 1975, est un ancien spécialiste américain du combiné nordique.

## Biographie
Ragnar Omtvedt est né à Oslo le 18 février 1890. En 1912, il part aux États-Unis afin de participer aux compétitions annuelles du Norge Ski Club (no). Il décide de rester aux États-Unis et remporte à quatre reprises (1913, 1914, 1917 et 1922) le championnat des États-Unis de saut à ski. Il réalise à plusieurs reprises le plus long saut des États-Unis (no) et a réalisé le record du monde en 1916. En 1924, il participe aux jeux olympiques d'hiver de 1924 où il se classe 35e dans le 18 km en ski de fond. Lors de l'épreuve de saut à ski du combiné nordique, il chute à la réception d'un saut et se blesse gravement.
Il est intégré au Hall of Fame du ski américain en 1957.

## Résultats

### Jeux olympiques
| Épreuve / Édition | Épreuve / Édition | Chamonix 1924 |
| ----------------- | ----------------- | ------------- |
| Combiné nordique  | Combiné nordique  | Abandon       |
| Ski de fond       | 18 km             | 35e           |

### Autres compétitions
- championnat des États-Unis de saut à ski : victoire en 1913, 1914, 1917 et 1922.